# Batalla d'Erzincan
La batalla d'Erzincan (en rus: Эрзинджанское сражение; en turc: Erzican Muharebesi) va ser una batalla lliurada al juliol de 1916 entre les forces de l'Imperi Rus i de l'Imperi Otomà, durant la campanya del Caucas de la Primera Guerra Mundial.
Al febrer de 1916, Nikolai Iudénitx havia pres les ciutats d'Erzurum (vegeu Batalla d'Erzurum) i Trebisonda (vegeu Campanya de Trebisonda). Trebisonda havia proporcionat als russos un port per rebre reforços al Caucas. Enver Paşa va ordenar al 3r Exèrcit, ara sota el comandament de Vehip Paşa, de tornar a prendre Trebisonda.
L'atac de Vehip va fallar i el general Iudènitz va contraatacar el 2 de juliol. L'atac rus va colpejar el centre de comunicacions otomanes d'Erzincan, obligant a les tropes de Vehip a retirar-se.
Els otomans van perdre 34.000 homes, la meitat com a presoners de guerra. Com a resultat, el 3r Exèrcit es va torna ineficaç per a la resta de l'any.